# Stella magica
In matematica si definisce stella magica ad n punte (con n intero maggiore di 5) un poligono stellato avente come simbolo di Schläfli {n/2} con gli n vertici e le n intersezioni degli n lati munite di 2n interi tale che le somme dei 4 numeri su ciascun lato coincidano. Il valore di queste somme si dice costante magica o somma magica della stella. 
Si dice inoltre stella magica normale una tale configurazione che sia munita degli interi consecutivi da 1 a 2n. La somma magica delle stelle magiche ad n punte è 
{\displaystyle M_{n}={\frac {1}{n}}2{\frac {2n(2n+1)}{2}}=4n+2} .
Infatti, i 2n interi della stella magica sono interi consecutivi, quindi la loro somma corrisponde al 2n-esimo numero triangolare, che è chiaramente dato da 2n(2n+1)/2; moltiplicando per n la costante magica, ogni numero viene considerato due volte, e quindi la somma di tutti i numeri viene raddoppiata; da ciò si arriva facilmente alla formula sopra descritta.
Si verifica facilmente che non si riesce a costruire alcuna stella magica a 5 punte e che non esistono poligoni stellati con meno di 5 punte. Quindi le stelle magiche più ridotte hanno 6 punte. Per alcuni valori specifici di n, si usano anche termini come esagramma magico (n = 6), ettagramma magico (n = 7), eccetera.
Alcuni esempi sono i seguenti:
|                         |                          |                          |
| Esagramma magico M = 26 | Ettagramma magico M = 30 | Ottagramma magico M = 34 |